# Kenai
Kenai is een plaats (city) in de Amerikaanse staat Alaska, en valt bestuurlijk gezien onder Kenai Peninsula Borough. Het ligt op het Kenai schiereiland, dat ligt tussen de Cook Inlet en de Prince William Sound.

## Demografie
Bij de volkstelling in 2000 werd het aantal inwoners vastgesteld op 6942.
In 2006 is het aantal inwoners door het United States Census Bureau geschat op 7533, een stijging van 591 (8.5%).

## Geografie
Volgens het United States Census Bureau beslaat de plaats een oppervlakte van
92,0 km², waarvan 77,4 km² land en 14,6 km² water.

## Plaatsen in de nabije omgeving
De onderstaande figuur toont nabijgelegen plaatsen in een straal van 24 km rond Kenai.

## Lng-fabriek
In Kenai staat de oudste en enige lng-faciliteit van de Verenigde Staten. In 1969 startte hier de productie. Het aardgas is afkomstig van velden in de nabijgelegen Cook Inlet. De fabriek kan per jaar 1,5 miljoen ton vloeibaar aardgas produceren. Het gas wordt in speciale tankers geëxporteerd, voornamelijk naar Japan. De Amerikaanse oliemaatschappijen ConocoPhillips en Marathon Oil Corporation zijn de eigenaars. De fabriek telt 58 werknemers en levert de staat Alaska en de gemeente ongeveer 50 miljoen dollar per jaar aan belastinginkomsten op.